# Anina provizija
Anina Provizija je slovenska 100-minutna celovečerna kriminalna drama iz leta 2017, ki se loteva slovenskega fenomena tajkunov. Režiral jo je Igor Šmid, to je njegov prvi film po kritiško zaničevanem Breznu iz leta 1997. Glavni vlogi igrata Vesna Milek in Dejan Spasić.
Za Milekovo je bila to prva glavna filmska vloga. Prej je nastopila v filmih Carpe Diem in Desperado tonic. Igralska zasedba je sicer kombinacija uveljavljenih igralskih imen in manj znanih obrazov.
Medijski pokrovitelj premiere je bil Radio 1, v filmu sta igrala tudi njegova voditelja, Jana Morelj in Denis Avdić.

## Zgodba
V ospredju je intimna zgodba fotografinje in oblikovalke Ane Mlejnik, ki je kljub uspešnemu možu samostojna ženska. Na začetku zgodbe pretresena fotografira begunce na meji. Ko njen pohlepni mož Sašo Mlejnik zabrede in izgine neznano kam, skuša Ana razumeti, kaj stoji za policijsko preiskavo in moževimi posli, hkrati pa postane skupaj s hčerko osnovnošolko žrtev izsiljevanja nevidne kriminalne združbe. Grozi ji zaplemba hiše in izguba vsega premoženja. Ana prvič v življenju sreča tasta Boža, carinika, v kleti katerega je Sašo kot mulc preprodajal ukradeno blago. Izve tudi, da je njen mož oče otroka njihove družinske prijateljice Brede.

## Produkcija
Scenarist filma Buh je povedal, da bi lahko o tajkunih posnel nadaljevanko, a se mu zdi bolj zanimivo doživljanje nedolžne tajkunove žene. Zanj so pomembne tudi usode stranskih likov, inšpektorja Šemeta, ki ga čez noč odpustijo in tožilke, ki jo skušajo podkupiti. V film je Buh poleg Anine intimne usode vključil tudi današnjo stvarnost.
Za režiserja Igorja Šmida je bilo vabilo Vesne Milek na avdicijo za glavno žensko vlogo stvar trenutka, imel jo je takoj v mislih. Milekova se je sprva obotavljala. Z Rebeko Počivavšek sta se v vlogah mame in hčere dobro ujeli. Film so posneli v 24 snemalnih dneh. Delo pri filmu je bil pravi tobogan, strukturi je Šmid hotel vdahniti čim več mesa in krvi.
Produkcijska hiša pri tem filmu je bila Studio Arkadena, koprodukcijska pa Ritem, studio za audio in video storitve.
Projekt je sofinanciral Slovenski filmski center, tehnične usluge je nudila FS Viba film Ljubljana, film je distribuiralo podjetje Fivia.

### Ustvarjalci o filmu
Režiser Šmid meni, da je izvrstna "ansambelska" igra odlika filma. Po njegovem je tematski okvir filma aktualni (slovenski) fenomen tajkunov in z njimi povezanih škandalov. Po Buhovem mnenju je film je kritičen do dejstva, da se tajkuni pogosto izognejo kazni in odpira vprašanje o tem, kdo vleče niti iz ozadja.
Milekova je o svoji vlogi povedala, da se je nanjo pripravljala vse življenje, da je Ana oba starša izgubila v prometni nesreči, da je samorastnica in da se je v Saša zaljubila zaradi potrebe po varnosti, hkrati pa sta bila oba boema.  Dejan Spasić je o svoji vlogi tajkuna Saša povedal, da je vsakdo v življenju storil nekaj, kar ni bilo v redu in je poskušal to zakriti. S tem dejstvom se je igralec poistovetil in ga skušal speljati na svoj mlin.

## Igralci
Več je virov imen
- Vesna Milek kot fotografinja in oblikovalka Ana Mlejnik
- Rebeka Marinšek Počivavšek kot Anina hči Lina Mlejnik
- Dejan Spasić kot Anin tajkunski mož Sašo Mlejnik
- Robert Prebil kot izsiljevalec Petkovšek
- Lado Bizovičar kot družinski prijatelj in Mlejnikov odvetnik Aljoša Merc
- Janez Škof  kot inšpektor Gorazd Šeme
- Žiga Saksida kot Aljaž
- Valentina Plaskan kot Breda, družinska prijateljica in ljubica Saše Mlejnika
- Matic Jamar kot Luka, Linin sošolec
- Aljoša Kovačič kot Tone Breznik
- Jana Morelj kot mlada tožilka Katarina Čuden, ki podleže prvemu podkupovanju
- Manca Dorrer kot Marinka
- Rok Kunaver kot Jaka Koren
- Medea Novak kot begunka
- Zijad Mehić kot gospod v hotelskem baru
- Ivan Šeme kot obritoglavec
- Tanja Potočnik kot Linina učiteljica
- Denis Avdić kot receptor
- Davor Janjić kot mimoidoči v lokalu
- Boris Cavazza kot Božo Mlejnik, Anin tast

## Filmska ekipa
Več je virov imen
- Režiser: Igor Šmid
- Scenarist: Marcel Buh
- Sodelavec scenarista: Igor Šmid
- Direktor fotografije: Valentin Tine Perko
- Avtor glasbe: Slavko Avsenik ml.
- Scenograf: Janez Kovič
- Kostumografija: Meta Sever
- Montažer: Stanko Kostanjevec
- Oblikovalka maske: Petra Hartman
- Snemalec: Nejc Perko
- Snemalec zvoka: Martin Jelovšek
- Oblikovalec zvoka: Borut Berden
- Producent: Janez Kovič, Katja Getov
- Izvršni producent: Marcel Buh

## Predvajanje in odziv gledalcev
Film je premiero doživel 22. februarja 2017 v ljubljanskem Koloseju. Na redni spored je prišel 23. februarja 2017. Neke vrste premiero je film imel tudi v Mestnem kinu Domžale 9. marca 2017. Po projekciji filma je Jure Matičič, programski vodja v Kulturnem domu Franca Bernika, vodil pogovor z režiserjem, scenaristom in nekaterimi igralci o lokaciji snemanja in navdihu za zgodbo.
Film je v Sloveniji videlo 3.081 ljudi, zaslužil je 10.087 €.

## Odziv kritikov
Kritiki so film ostro in enoglasno zavrnili.
Denis Valič je za oddajo Gremo v kino na 3. programu Radia Slovenija napisal, da je družbena kritičnost filma zgolj poza, da film ni prvi tak primer in da je bil že pred ogledom sumničav. Ceni domačo filmsko ustvarjalnost, vendar mu je bilo zaradi prej navedenih pomislekov pred ogledom filma nelagodno. Odpor mu je vzbudil že populističen naslov filma, moti ga, da se v film zbaše vse teme in izraze kavarniških omizij, od tajkunov do beguncev in njihovega vdora med ljudi ter se stavi na njihov negativni, zlovešči prizvok. Kritika tako popačenje slike realnosti prizadene. Zgraža se nad likom Ane, ki kljub svoji inteligenci in izostrenemu družbenemu čutu ne ve, kaj počne njen mož. Ne mara takega odvzemanja dostojanstva filmskim likom.
Marcel Štefančič Jr. je za Mladino filmu dal oceno PROTI. Primerja ga s filmoma Nočno življenje in Inferno. Očita mu kataloško in monotono naštevanje škandaloznih časopisnih naslovov in obešanje vsega gospodarskega kriminala na enega samega človeka. Moti ga telenovelistična ekspresivnost, pretirani glasbeni poudarki in pomanjkanje napetosti, ki bi se spodobila za triler. Zdi se mu neokusno, da ženska, ki je brezskrbno uživala v razkošju in se ni vprašala, od kje možu denar, svoje trpljenje ob izgubi premoženja primerja s trpljenjem beguncev.
Ženja Leiler z Dela namiguje na korupcijo, saj naj bi Igor Šmid izkoristil svoj položaj predsednika sveta Slovenskega filmskega centra za odobritev sredstev Studiu Arkadeni za snemanje njegovega filma. Zanjo je film še ena ponesrečena slovenska kriminalka, ki je namenjena le zehanju in posmehovanju, režiserju Šmidu svetuje, naj se drži manj zahtevnega televizijskega formata. Moti jo, da se emancipirana, inteligentna ženska obnaša, kot blond, trapasta avša. Neusmiljenost in pretkanost njenega moža je ne prepričata, njegove domevne bogatije ne vidi, posmehuje se izgledu vile. Kritizita slabo narejene in klišejske like Merca, Petkovška in Šemeta in ugotavlja, da se na koncu filma nič zares ne zgodi. Tudi ona se zgraža nad tem, da se Anino trpljenje primerja s trpljenjem beguncev. Ne more pohvaliti ničesar, ne režije, ne likov, ne dialogov, ne domnevnega premisleka o težavah sodobne slovenske družbe.
Zdenko Vrdlovec z Dnevnika je dal filmu oceno 2. Napiše, da film ne more konkurirati družbeni realnosti in se posmehuje temu, da so v filmu tajkuni odkritje in da je korupcija lumparija nekega pohlepneža. Tudi njega moti Anina ignoranca, saj v Sloveniji visok življenjski standard ni običajen, kot mož naj bi igrala dvojno igro, primerjava Ane z begunci je zanj neumestna. Prizori z Mercem in Čudnovo se mu zdijo malce boljši, a mu ne preženejo občutka stereotipije, pogreša napetost.
Matic Majcen za Večer opozarja, da se slovenski filmarji morda vračajo v čas po osamosvojitvi, ko so navdušeno snemali posmeha vredne žanrske izdelke, v to generacijo uvrsti prav režiserja Šmida. Spomne na filme, kot so Rabljeva freska, Morana in Patriot. Filmski ekipi očita, da ni v stiku z realnostjo, to argumentira s tem, da so novinarka Milekova, komik Bizovičar in voditeljica Moreljeva čez noč postali igralci. "Allstar" igralska ekipa se mu zdi tragikomična, dialogi obupni, smilita se mu Janez Škof in Dejan Spasić, ki s svojo prepričljivostjo poudarjata amaterskost ostalih. Režiser Šmid ga razočara, ker bi moral glede na svoje izkušnje znati več, očita mu srednješolsko slabo posnete prizore. Gledanje tega filma je zanj boleče, označi ga za primerek uradnega "trasha" po dolgem času. Vse skupaj ga zelo skrbi, saj je projekt financiral Slovenski filmski center, katerega direktor se je pritoževal, da v Sloveniji ni dovolj denarja za dobre filme. Boji se, da imata strokovna komisija in direktor slab okus, da padajo na poceni zvezdniški senzacionalizem in da s takimi potezami dajejo vtis, da si slovenski film ne zasluži niti drobiža, ki ga prejme.

## Festivali
- 20. festival slovenskega filma v Portorožu[11]
- 5. mednarodni festival akcijskega filma NIAFFS v Sevilji[18]